# MoLLE System

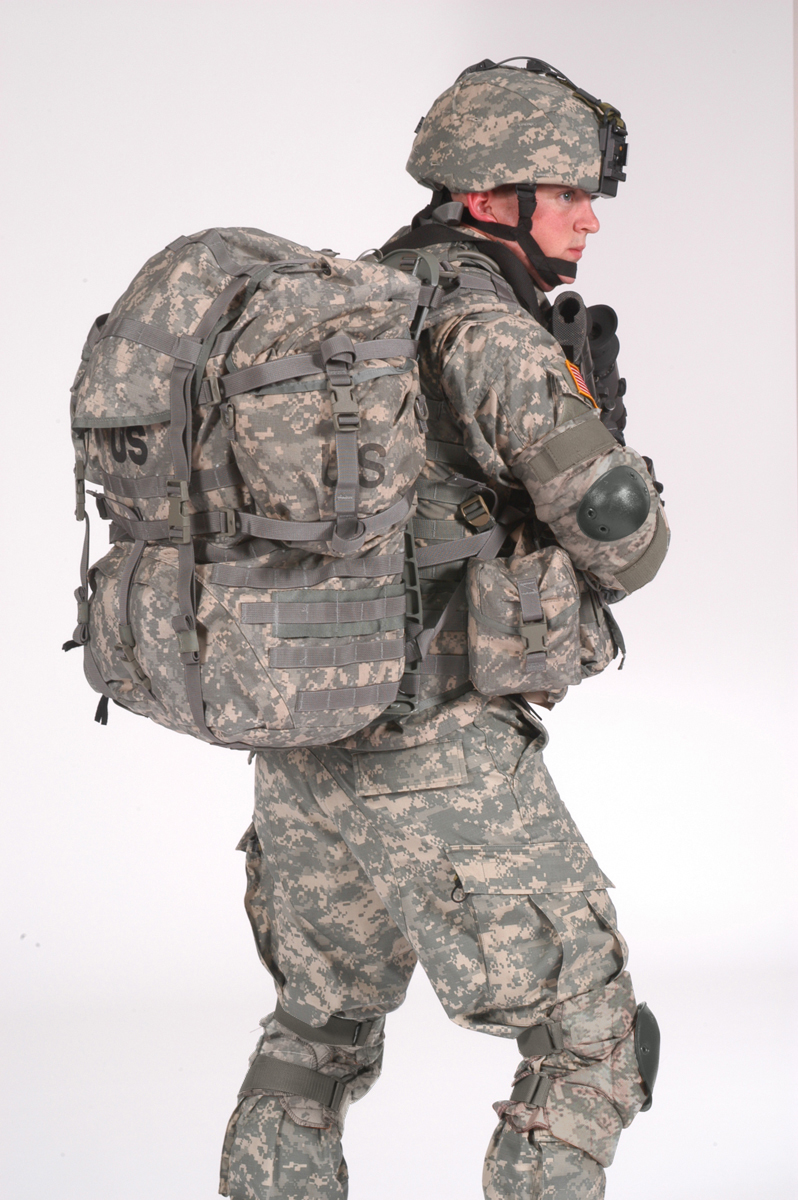
米軍のMoLLE System

MOLLE（モール）とは、「Modular Light Load-carrying Equipment」（モジュラー軽量耐荷重機器の頭文字による略称）で、1997年以降アメリカ軍が採用している個人装備システムのことをいう。アメリカ軍やイギリス軍、一部のNATO加盟諸国で使用されている現行型の耐荷重装備およびバックパックを定義するために使用される。   

## 概要
モールシステムは、タクティカルベストやバックパックなどにポーチなどの装備を個別に取り付けるのではなく、あらかじめ等間隔で縫いつけられた丈夫なナイロン製の帯（モール）に取り付けることにより、装備の多様化を図るシステムのことをいう。
このシステムのモジュール性は、ポーチアタッチメントラダーシステム （PALS）から派生したものである。PALSではベストに頑丈なナイロンテープが何列にも縫い付けられており、さまざまな互換性のあるポーチやアクセサリーを取り付けることができる。 この取り付け方法は、モジュラー戦術ギアのデファクトスタンダードになり、最も初期のモジュラーベストシステムであり、まだ多くの警察機関では使用されている汎用軽量個別運搬装置 （ALICE）システムに取って代わっている。  
ブーニーハットに擬装植生装着用の紐が縫い付けられていたり、登山用バックに道具を括りつけるためのデイジーチェーンという部品もあるが、これらは互換性が無くこの種別には含まれない。

## 部品
Tactical Assault Panel（TAP）は、Fighting Load Carrier（FLC）を置き換えるものである。 これはよだれかけのような形状のチェストリグであり、単独で使用することも、 改良型アウタータクティカルベストまたはソルジャープレートキャリアシステムに取り付けることも可能となっている。  TAPの外面はPALSウェビングのほか、最大8個のライフルマガジンに対応する収納スペース（6個の5.56mm弾マガジンと2個の7.62mm弾用マガジン、あるいは8個の5.56mm弾用マガジン）で覆われている。 

### 大型リュック
ラージリュックサックは、4000立方インチ（65L）の収納スペースを備えた外部フレームリュックサックである。 大きなメインコンパートメントが特徴で、上半分と下半分の間に仕切りがあり、荷物を整理できる。外面はPALSウェビングで覆われ、側面には従来型の2クォート水筒を装着するためのALICEウェビングも備わっている。快適さと負荷分散のために、細かな調整が可能である。

## MOLLEおよびPALS

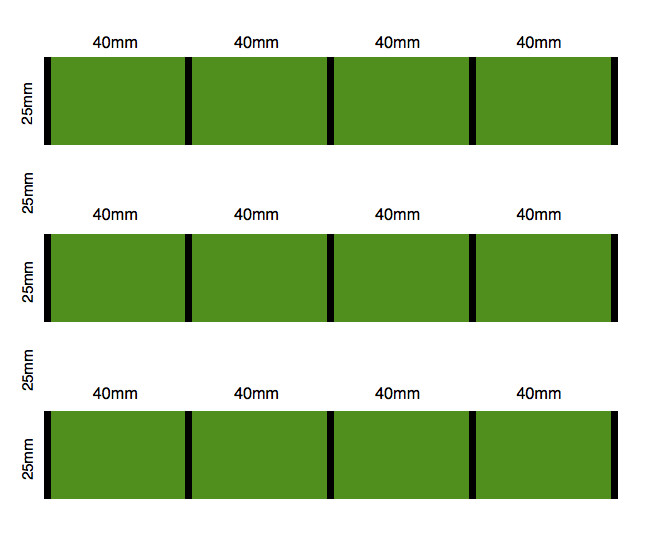
PALSおよびMOLLEのグリッドパターン。1 in幅のウェビングを 1 inの等間隔で並べ、1.5 inの等間隔で縫い付けるのが基本である。

MOLLEという名称は、Specialty Defense Systemsによって製造された特定のシステムを説明するためだけでなく、モジュール式のポーチアタッチメント用であるPALS（ポーチアタッチメントラダーシステム）ウェビングを利用する、すべての耐荷重システムおよびサブシステムを一般的に説明するために、共通用語としても用いられる。MOLLEはNatick Labsとは別個に開発されたものだが、ほとんどのMOLLEとPALSには互換性がある。また、MOLLEアタッチメント方式に基づく派生製品（Tactical Tailor MALICEクリップシステムなど）も開発されている。モジュール式の取り付け方法を利用し、米国で市販されているのMOLLE形式で使用できるシステムは、多くの場合「MOLLE互換」と見なされるか、単に「MOLLE」システムと呼ばれる。非軍事メーカーもまた、MOLLEテクノロジーをアウトドア装具に組み込むようになっている。

## PALSシステム
PALSシステムとは、Pouch Attachment Ladder System ポーチ・アタッチメント・ラダー・システムの略である。バッグパックやベストの表面に縫い付けられた帯（モール）をプラットフォームにして、対応するポーチなどの装備を取り付けることが出来る。 高さ1インチ（約2.54cm）、幅1.5インチ(約3.81cm)の帯が等間隔に縫い付けられており、ここに固定用のストラップベルトやMaliceクリップなどを通して装備品を固定する。
図のようにウェビングは自由性が高く、横方向には約4cmごと、縦方向には約5cmごとの1マス単位で、ある程度自由にポーチの位置を上下左右にずらし、体格による腕の可動域や使用機器、取り出す物の優先順位、重量配分を考慮した配置が可能である。
必ずしも互換システムのポーチを取り付ける用途だけでなく、個人レベルではペンを差す、すぐ使うものをカラビナでぶら下げる、通信用のコードやハイドレーションチューブを通して固定する、寝袋などを結びつける、全体を圧縮するためのコンプレッションベルトの固定部分として利用するなど多種多様に活用される。

## 取り付け方法
取り付けるポーチの裏面にも同じようにMOLLEウェビングがあり、これと直交するように縦ウェビングも設けられている。取り付けの際には、まず本体側の横ウェビング2本の間にポーチ側の横ウェビングが来るよう、ポーチの位置を決める。そしてポーチの縦ウェビングを横ウェビングの下に通していくが、この際には編み物のように、本体側・ポーチ側・本体側の順番で交互に通す。
最後はスナップボタン留めや縦ウェビングの折り返し挿入、面テープで固定などの方法で装着が完了する。
末端の固定を行わないとウェビング間の摩擦だけに頼る状態となり、弾倉、弾薬などの重量物は移動の際にばたつき、最終的に脱落が生じる危険性が高い。
間隔が特に狭く、頑丈で硬質な布地で指を擦ると痛めることもあるため、裁縫の紐通しのような部品を利用するユーザーもいる。

## MOLLEの歴史
MOLLEの構想は、1994年にアメリカ国防総省が、ALICEパックに代わる個人装備を快適に運搬するためのシステムを検討し始めた頃に生まれた。 1996年、兵士に聞き取り調査を行い、拡張性と耐久性があり、快適さも兼ね備えたロードキャリングシステムの開発プロジェクトが発足し、MOLLEのプロトタイプが開発される。 そのプロトタイプは、ハワイの第25歩兵師団の兵士による6ヶ月間のテストで、高評価を受ける。
小修正を加えられたMOLLEシステムは、1997年にアメリカ陸軍に導入され、2001年のアメリカ同時多発テロ事件がきっかけになって、一般にも広く知られるようになる。2001年9月11日の攻撃後まで広範囲にわたる問題は見られず、まずは アフガニスタンとその後イラクに駐留する米軍によって使用された。MOLLEシステムに対する初期の批判は、特に陸軍から現れる。批判の多くは対荷重パックとフレームに集中しており、外部のプラスチックフレームが壊れやすく、フィールドで破損する可能性があるというもので、その後改善された。またジッパーは内容物をいっぱいに詰めると破裂する傾向があった。またパックのストラップは、かさばるボディアーマーと併用するために充分な長さがなかった。さらに、このシステムの第1世代は、フレームとリュックサックベルト（それ自体がMOLLEベストのウエストベルトを兼ねた）をボールとソケットで連結するインターフェースを利用していた。この方式では、フレームに取り付けられたボールがウエストベルトのソケットから外れやすく、むき出しになったボールが使用者の腰を直接圧迫して負傷させる事例が多発した。その後のSDS MOLLEの再設計により、この問題点が解消され、ベスト（FLC）とリュックサック・フレームはそれぞれ独立した非一体型アイテムとなった。
現在ではMOLLEを元に、派生する新しいシステムも開発されており、ミリタリー関係以外のメーカーでもMOLLE技術を応用し、アウトドア用品などに取り入れることで、一般にも普及している。 なお、MOLLEとPALSは、同じ意味で使われることが多く、MOLLEシステムに対応し、モジュラーアタッチメント方式を採用しているシステムは、一般的にすべて、MOLLEシステムと呼ばれている。  

MOLLEの横ウェビングは縫い付けのコスト、重量増加の原因となるため、様々な後発の互換品があり、次にその事例を挙げる。
・横ウェビングを縫い付けずに、ラミネートされた生地に細長い・もしくは四角い穴をあけウェビング替わりとし耐久性を確保、今までのMOLLEシステムポーチを取り付けられるようにしたMOLLEminus(モールマイナス)システム。
・同じくラミネートされた布地に6角形の穴をあけ、装着方向を増加させた、ヘックスグリッドシステム。
・横長の穴をあけ、MOLLE、MOLLEminusと同じく縦ウェビングを通す6/9 Modular Poket Technology　
・縦ウェビングの代わりにフック&ループ（ベルクロ）で生地の裏側から装着する6/12 Modular Poket Technology

・丈夫な生地にレーザーで切れ込みを入れ、それをバックパックなどに縫い付けるレーザーカットMOLLE 